# Vertrag von Paris (1635)

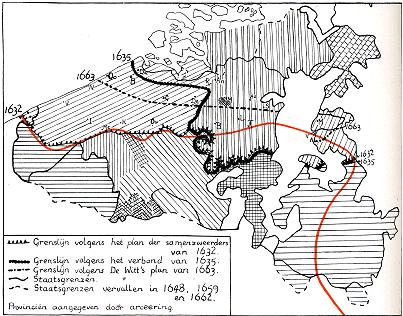
Teilungspläne der südlichen Spanischen Niederlande im 17. Jahrhundert

Im Vertrag von Paris vom 25. Februar 1635 zwischen Frankreich und der Republik der Sieben Vereinigten Niederlande wurde ein Angriffs- und Verteidigungspakt gegen Spanien geschlossen, der – ihre Eroberung vorausgesetzt – die Teilung der Spanischen Niederlande vorsah.

## Geschichte
Seit über einem Jahrhundert sah sich Frankreich von habsburgisch dominiertem Besitz an seinen Landgrenzen umgeben. Aus militärischer Sicht fühlte es sich von Spanien beziehungsweise den Spanischen Niederlanden und Südwestdeutschland her in die Zange genommen. Nachdem Kaiser Ferdinand II. in Deutschland Schweden als Ordnungsmacht in der Schlacht bei Nördlingen ausgeschaltet hatte und die kaiserlich-katholischen Söldnerheere erfolgreich westwärts vorrückten, suchte Kardinal Richelieu als maßgeblicher Minister von König Ludwig XIII. Verbündete, die bereit waren, der Achse Spanien-Wien Paroli zu bieten. Die Stärke der Armee Frankreichs wurde zu jener Zeit als schwächer gegenüber den kampferfahrenen kaiserlichen Truppen eingeschätzt. Die diplomatische Offensive der Franzosen verfolgte daher das Ziel, den Gegner an mehreren Orten militärisch zu binden. 
Folglich kam es im Vertrag von Compiègne zu einer Einigung mit dem protestantischen Schweden, das noch im Jahr zuvor einen Vertrag mit Frankreich nicht ratifiziert hatte. 
Nachdem danach weitere gegen das Haus Habsburg gerichtete Bündnisse mit den Herrschern von Savoyen, Mantua und Parma geschlossen worden waren, sah sich Frankreich stark genug für eine direkte Konfrontation und trat offen in den Dreißigjährigen Krieg ein. Die Kriegserklärung vom 19. Mai 1635 wurde sowohl dem Regenten in Madrid wie dem spanischen Statthalter in Brüssel, Kardinalinfant Ferdinand, übermittelt. 